# Eurico Santos
Eurico de Oliveira Santos (Rio de Janeiro, 28 de junho de 1883 - Rio de Janeiro, 24 de fevereiro de 1968) foi um jornalista brasileiro reconhecido como um emérito divulgador da fauna do país.

## Biografia
Eurico de Oliveira Santos nasceu na cidade do Rio de Janeiro em 1883 e, durante sua carreira, escreveu para jornais, criou quatro revistas de agronomia e publicou cerca de 50 livros sobre animais e plantas do Brasil, de 1910 até o final da década de 1960. Seu trabalho de divulgação foi anterior até mesmo ao de um divulgador da ciência brasileiro bem mais difundido: José Reis. Reis foi um médico carioca que escrevia inicialmente sobre doenças de aves na revista O Biológico, publicada pelo Instituto Biológico de São Paulo a partir de 1935, e depois sobre ciência em geral em jornais paulistas de grande circulação, em especial a Folha de S.Paulo. Eurico Santos, por sua vez, produziu a maior parte sua obra durante as décadas de 1930 e 1950, vindo a falecer em 24 de fevereiro de 1968.

## Obra literária
A obra literária de Eurico Santos inclui: 

### Coleção Vis Mea in Labore
- Manual do Amador de Cães (1927)
- Dicionário de Avicultura e Ornitotecnia (1937-1939)
- História Natural das Aves do Brasil (Ornitologia Brasileira), de J.T. Descourtilz, traduzido por Eurico Santos (1944)
- Manual do Lavrador Brasileiro (1944)
- Amador de Pássaros (1955)
- Histórias, Lendas e Folclore de Nossos Bichos (1957)
- Pesca e Piscicultura (1977, edição póstuma)
- Nossas Madeiras (1987, edição póstuma)
- Caça e Caçadas
- Dicionário de Peixes do Brasil

### Coleção Zoologia Brasília
- Da Ema ao Beija-Flor (1938)
- Pássaros do Brasil (1940)
- Anfíbios e Répteis (1942)
- Entre o Gambá e o Macaco (1945)

- Nossos Peixes Marinhos (1952)
- Os Peixes de Água Doce (1954)
- Molucos do Brasil (1955)
- O Mundo dos Artrópodes (1959)
- Os insetos (1 e 2) (1985, edição póstuma)
- Miscelânea Zoológica (1987, edição póstuma)